# ریکاردو نونی‌یس
ریکاردو نونی‌یس (انگلیسی: Ricardo Núñez؛ ۱۶ ژوئیه ۱۹۰۴ – ۱۶ ژوئن ۱۹۹۸) بازیگر، تهیه‌کننده فیلم، کارگردان فیلم، فیلم‌نامه‌نویس اهل اسپانیا بود.
از فیلم‌ها یا مجموعه‌های تلویزیونی که وی در آن‌ها نقش داشته است می‌توان به اسرار طنجه (۱۹۲۷) و فوتبال، عشق و گاوبازی (۱۹۲۹) اشاره نمود.